# Monte Massico
Il Monte Massico (813 m s.l.m.) è un complesso montuoso dell'Italia meridionale.
Si trova in Campania nella provincia di Caserta tra i fiumi Garigliano e Volturno e ricade, amministrativamente, nei territori comunali di Carinola, Falciano del Massico, Mondragone e Sessa Aurunca.

## Morfologia e clima
Affacciato sulla costiera casertana del litorale domitio, nel territorio di Sessa Aurunca  il modesto massiccio calcareo del Monte Massico, che culmina a 813 metri sul livello del mare, ha molto da offrire agli appassionati di natura.
Il gruppo del Monte Massico è una catena di rilievi che partendo dalle pendici del vulcano di Roccamonfina arriva alla costa tirrenica, affacciandosi sul golfo di Gaeta tramite monte Cicoli, monte Crestagallo e monte Petrino. Il gruppo confina a nord con il vulcano di Roccamonfina, ad est con la pianura del fiume Volturno, a sud con il Mar Tirreno e ad ovest con la pianura del fiume Garigliano.
Il gruppo del Monte Massico dal punto di vista strutturale e morfologico è costituito quasi esclusivamente da rilievi calcarei dolomitici e da terreni fiscioidi terziari. Si notano due fasi climatiche nettamente distinte: una estiva, calda e asciutta ed una invernale con abbondanti precipitazioni, ma a temperatura mite.

## Flora e fauna

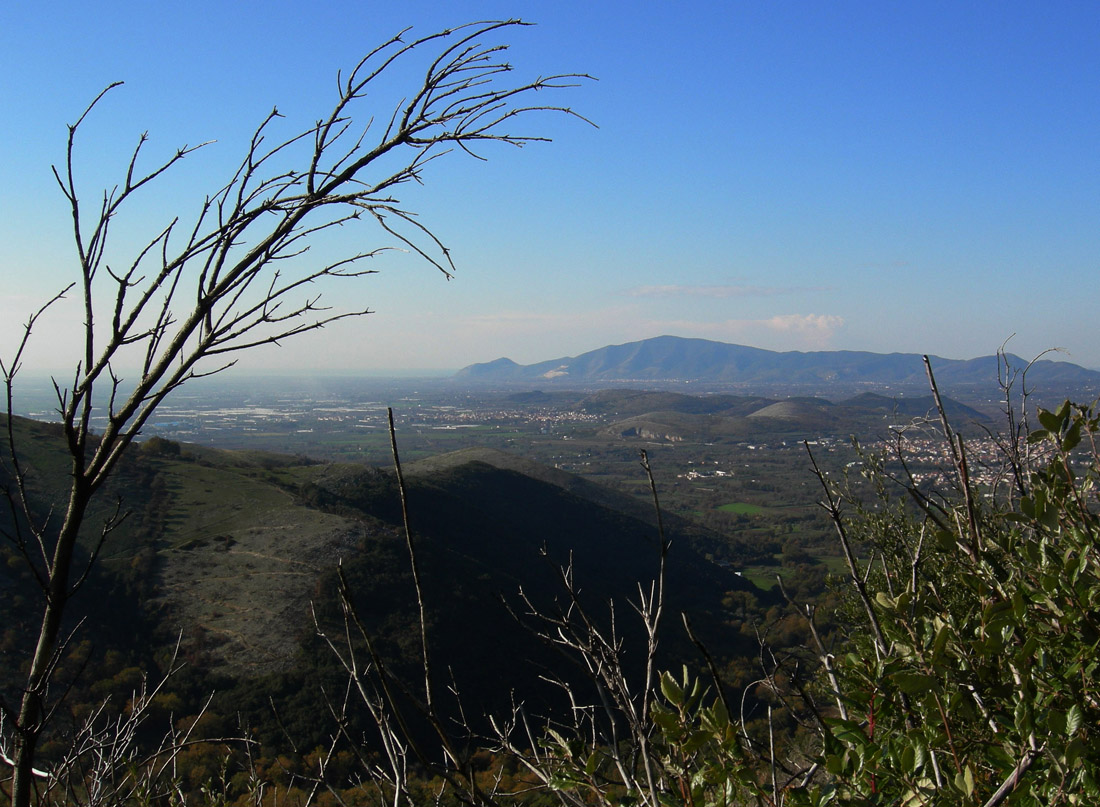
Veduta del Monte Massico

Il Monte Massico, che separa il vulcano di Roccamonfina dal Tirreno, è una piccola montagna calcarea, rivestita da una fitta macchia mediterranea con mirto, ligustro, lentisco, corbezzolo e pungitopo. I boschi autoctoni che rivestono la montagna sono formati da leccio, carpino, carrubo, oleastro, roverella e acero comune. I rimboschimenti del versante meridionale vedono la presenza del cipresso, del pino domestico, del pino marittimo e, in misura minore, della robinia e dell'acacia.
Sulla montagna, e in particolare nei suoi boschi, vivono il cinghiale, il tasso, la martora, il riccio, il toporagno comune, la talpa, il moscardino, il ghiro, l'arvicola, e il topo selvatico. Tra i carnivori sono presenti la volpe, la donnola e la faina, tra i rettili la vipera comune, la lucertola campestre e il ramarro.
Fino ad oggi sul Monte Massico sono state censite oltre 90 specie di uccelli, tra i quali spiccano la poiana, il nibbio bruno, il gheppio, la civetta, il barbagianni, il cuculo, il picchio verde, il picchio rosso, lo sparviero, la ghiandaia, il gufo comune, la gazza e l'astore. Completano l'elenco numerose specie di passeriformi come l'averla piccola, l'averla capirossa, il torcicollo, il rigogolo, lo scricciolo, la capinera, l'occhiocotto, il pigliamosche, il codirosso spazzacamino, il pettirosso, l'usignolo, il tordo bottaccio, la cinciallegra, il codibugnolo, la passera d'Italia, il fringuello, il verzellino, il verdone, il lucherino, il cardellino, il passero solitario e la calandra. Interessante la presenza dell'assiolo, un piccolo rapace notturno che raggiunge la Campania dopo aver trascorso l'inverno in Africa.

## Oasi WWF del Monte Massico
Sul versante meridionale della montagna è presente l'Oasi WWF del Monte Massico estesa su 48 ettari.